# CB Ademar León
Il Club Balonmano Ademar León è una squadra di pallamano spagnola avente sede a León.

È stata fondata nel 1956.

Nella sua storia ha vinto 1 campionato spagnolo, 1 Coppa del Re, 2 Coppe ASOBAL e 2 Coppe delle Coppe.

Disputa le proprie gare interne presso il Palacio de los Deportes de León di León il quale ha una capienza di 6.000 spettatori.

## Palmarès

### Titoli nazionali
- Campionato spagnolo: 1
  - 2000-01
- Coppa del Re: 1
  - 2001-02
- Coppa ASOBAL: 2
  - 1998-99, 2008-09

### Titoli internazionali
- Coppa delle Coppe: 2
  - 1998-99, 2004-05